# Communauté de communes l’Aurence et Glane Développement
Die Communauté de communes l’Aurence et Glane Développement ist ein ehemaliger französischer Gemeindeverband mit der Rechtsform einer Communauté de communes im Département Haute-Vienne in der Region Nouvelle-Aquitaine. Sie wurde am 31. Dezember 1996 gegründet und umfasste neun Gemeinden. Der Verwaltungssitz befand sich im Ort Nieul.

## Historische Entwicklung
Mit Wirkung vom 1. Januar 2017 fusionierte der Gemeindeverband mit 
- Communauté de communes Porte d’Occitanie sowie
- Communauté de communes des Monts d’Ambazac et du Val du Taurion

und bildete so die Nachfolgeorganisation Communauté de communes Élan Limousin Avenir Nature. Bei dieser Gelegenheit wechselte die Gemeinde Chaptelat zur Communauté d’agglomération Limoges Métropole.

## Ehemalige Mitgliedsgemeinden
1. Breuilaufa
2. Le Buis
3. Chamboret
4. Chaptelat
5. Nantiat
6. Nieul
7. Saint-Jouvent
8. Thouron
9. Vaulry